# Tir als Jocs Olímpics d'estiu de 1908
Als Jocs Olímpics de 1908 realitzats a la ciutat de Londres es realitzaren 15 proves de tir, totes elles en categoria masculina.

## Nacions participants
Hi particapren un total de 215 tiradors de 14 nacions diferents:
| - Australàsia (1) - Bèlgica (10) - Canadà (22) - Dinamarca (10) - Estats Units (17) | - Finlàndia (9) - França (20) - Grècia (7) - Imperi Alemany (1) - Hongria (2) | - Noruega (13) - Països Baixos (17) - Regne Unit (67) - Suècia (19) |

## Resum de medalles
| Prova                                           | Or | Argent | Bronze |
| Rifle militar, 1000 iardes detalls              | Joshua Millner | Kellogg Casey | Maurice Blood                                                                                             |
| Rifle lliure, 300 metres tres posicions detalls | Albert Helgerud                                                                                                   | Harry Simon | Ole Sæther                                                                                                |
| Rifle lliure, 300 metres per equips detalls     | NoruegaJulius Braathe · Albert Helgerud · Einar Liberg · Olaf Sæther · Ole Sæther · Gudbrand Skatteboe            | SuèciaPer-Olof Arvidsson · Janne Gustafsson · Axel Jansson · Gustaf Adolf Jonsson · Claës Rundberg · Gustav-Adolf Sjöberg | França Eugène Balme · Raoul de Boigne · Albert Courquin · Léon Johnson · Maurice Lecoq · André Parmentier |
| Rifle militar per equips detalls                | Estats UnitsCharles Benedict · Kellogg Casey · Ivan Eastman · William Leuschner · William Martin · Charles Winder | Regne UnitArthur Fulton · John Martin · Harcourt Ommundsen · William Padgett · Philip Richardson · Fleetwood Varley       | CanadàCharles Crowe William Eastcott Harry Kerr Dugald McInnis William Smith Bruce Williams               |
| Carrabina, blanc fix detalls                    | Arthur Carnell | Harold Humby | George Barnes                                                                                             |
| Carrabina, blanc mòbil detalls                  | John Fleming | Maurice Matthews | William Marsden                                                                                           |
| Carrabina, blanc cec detalls                    | William Styles | Harold Hawkins | Edward Amoore                                                                                             |
| Carrabina, per equips detalls                   | Regne UnitEdward Amoore · Harold Humby · Maurice Matthews · William Pimm                                          | SuèciaEric Carlberg · Vilhelm Carlberg · Johan Hübner von Holst · Franz-Albert Schartau                                   | FrançaHenri Bonnefoy · Paul Colas · Léon Lécuyer · André Regaud                                           |
| Tir al cérvol, tret simple detalls              | Oscar Swahn | Ted Ranken | Alexander Rogers                                                                                          |
| Tir al cérvol, doble tret detalls               | Walter Winans | Ted Ranken | Oscar Swahn                                                                                               |
| Tir al cérvol, tret simple per equips detalls   | Suècia Arvid Knöppel · Ernst Rosell · Alfred Swahn · Oscar Swahn                                                  | Regne UnitWalter Ellicott · William Russell Lane-Joynt · Charles Nix · Ted Ranken                                         | no concedida                                                                                              |
| Pistola lliure, 50 iardes detalls               | Paul Asbroeck | Réginald Storms | James Gorman                                                                                              |
| Pistola lliure, 50 iardes per equips detalls    | Estats UnitsCharles Axtell · Irving Calkins · John Dietz · James Gorman                                           | BèlgicaRené Englebert · Charles Paumier du Verger · Réginald Storms · Paul Van Asbroeck                                   | Regne UnitGeoffrey Coles · Walter Ellicott · Henry Lynch-Staunton · Jesse Wallingford                     |
| Fossa olímpica detalls                          | Walter Ewing | George Beattie | Alexander Maunder Anastasios Metaxàs                                                                      |
| Fossa olímpica per equips detalls               | Regne UnitPeter Easte · Alexander Maunder · Frank Moore · Charles Palmer · James Pike · John Postans              | CanadàGeorge Beattie Walter Ewing Mylie Fletcher David McMackon George Vivian Arthur Westover                             | Regne UnitJohn Butt · Harold Creasey · Richard Hutton · William Morris · Gerald Skinner · George Whitaker |

## Medaller
| Posició | País         | Or | Argent | Bronze | Total |
| 1       | Regne Unit   | 6  | 7      | 8      | 21    |
| 2       | Estats Units | 3  | 2      | 1      | 6     |
| 3       | Suècia       | 2  | 2      | 1      | 5     |
| 4       | Noruega      | 2  | 0      | 1      | 3     |
| 5       | Canadà       | 1  | 2      | 1      | 4     |
| 6       | Bèlgica      | 1  | 2      | 0      | 3     |
| 7       | França       | 0  | 0      | 2      | 2     |
| 6       | Grècia       | 0  | 0      | [ 1 ]  | 1     |
| TOTAL   | TOTAL        | 15 | 15     | 15     | 45    |